# Ydral
Ydral is een Frans historisch merk van inbouwmotoren voor motorfietsen.
Dit merk werd opgericht door de Franse ingenieur Lardy (de naam van het merk is een omkering van zijn naam). In de periode na de Tweede Wereldoorlog en in de jaren vijftig gebruikten veel (voornamelijk Franse) motorfietsmerken de tweetakt-inbouwmotoren van Ydral. Het betreft lichte motoren, tussen 125 en 250 cc.